# Палатa Тре сореле
Палата Тре сореле, званично Villa trium sororum, је средњовековна палата у Боки которској. Налази се у Прчњу, приморском градићу удаљеном 10-ак километара од Котора. Верује се да је саграђена у 15. веку и да је била летњиковац познате которске властелинске и трговачка породице Бућа.
Сама палата је скромно здање, али је чувена због легенде о три сесте (итал. Tre sorelle) која се око ње створила. Ова романтична легенда препричава се вековима и уврштена је у национални регистар Нематеријалног културног наслеђа Црне Горе. Данас ова палата представља једну од главних туристичких атракција Црногорског приморја и препоручује се туристима као место које се мора посетити.
Почетком 21. века палата је делимично девастирана. Неки од власника који су је купили после распада СФРЈ отворио је један од прозора. Тако се данас на палати види само један зазидани прозор, што одудара од чувене легенде која стоји иза ове палате.

## Име палате
У канонским визитацијама которских бискупа палата је забележена као Domus trium sororum. Место на ком се палата налази спомиње се крајем 14. и почетком 15. века као Villa trium sororum, што јој је и данас званично име.
Име по којем је познатија је палата Тре сореле (дословни превод латинског имена Villa trium sororum), према легенди која се исплела око ове палате, а која је нераскидиво везана за ову палату. Представља једну од најпознатијих легенди Боке, од десетине очуваних. По палати је име добило и цело насеље које је настало око њега.

### Легенда о Тре сореле
На средњем спрату палате постоје три прозора, од којих су два дуго времена била зазидана. Око тих прозора исплела се легенда о три сестре, све три заљубљене у истог поморског капетана. Како би одлучио коју ће изабрати, капетан је испловио на море, а сестре су га чекале, свака на свом прозору. У том чекању прошле су године. Када је умрла најстарија сестра две млађе зазидале су њен прозор, како би капетан, када се врати, одмах видео која га сестра више не чека. Када је умрла средња, најмлађа сестра је зазидала и њен прозор, а када је и она умрла није остао нико ко ће зазидати и њен прозор.

## Историја
Ова палата необичног изгледа и скромних димензија је најстарија грађевина у Прчању, а истовремено и једина у целини сачувана готичка палата у Боки, изван Котора. Историјски подаци о њеној изградњи веома су оскудни. Верује се да је саграђена у 15. веку и била летњиковац чувене которске племићке породице Бућа, чији се грбови налазе на неколико места на згради. У својој палати Буће су боравили само повремено, најчешће у летњим месецима. Попут бројних которских племићких породица, Буће су имали своје летњиковце у Прчању, Тивту и другим местима на подручју Боке, као и палату у самом Котору. Међутим, 2018. (или 2019) године у италијанским архивима је пронађена документација о изградњи палате која би могла променити уверење да су Буће били први власници ове зграде.

### Грбови породице Бућа
На прочељу зграде, се са обе стране богато украшених готичких прозора на првом спрату, налазе једноставни грбови урађени као камена пластика. Основе грбова чине турнирски штитови, веома популарни у време процвата готике на овим просторима. Оно што је карактеристично за ове грбове је да су подељени „по витлу“, то јест на три дела, тако да линије поделе чине трокраку звезду која личи на обрнуто латинично слово „Y“ (ипсилон). Оба грба на горња два поља носе по један крин. Један грб у доњем пољу носи осмокраку звезду док је код другог доње поље празно.
Место на коме се налазе ови грбови хералдички говори да припадају роду Бућа и да потичу најкасније из XV века, што се види из података о објекту на коме се налазе. Како се ради о два различита грба може се претпоставити да се ради о грбовима рођене браће, а да осмокрака звезда у доњем пољу једног грба служи као (помало необичан) знак разликовања. Међутим, ови грбови разликују се од осталих сачуваних грбова породице Бућа из тог времена – на свим осталим објектима је нови грб са крином над гредом. Према речима хералдичара Леонида Кампеа, може се претпоставити да је овај летњиковац припадао наследницима Трифуна Буће и да су на грбовима кринови које је Трифуну доделио француски краљ Карл од Валоа.

## Локација и изглед
Палата Тре сореле налази се у југоисточном делу Прчања, непосредно уз пут који се протеже дуж целог залива.
Састоји се из три скоро идентична дела, међусобо спојена али са посебним крововима. Два бочна крила су настала истовремено. На њима су типични готички прозори са преломљеним луком. Та два дела некада су била спојена терасом са централним одбрамбеним балконом. Над терасом је касније дограђен трећи, средишњи део грађевине. У палату се улазило спољашњим степеницама на први спрат. Уз северну страну подигнута је капела посвећена Светом Јерониму.
Дуго је ова палата била препознатљива по два зазидана и једном отвореном прозору. Међутим, како је временом мењала власнике тако су је они преуређивали по свом укусу. Тако се данас на палати види само један зазидани прозор, што одудара од чувене легенде која стоји иза ове палате.
- Готички прозор са преломљеним луком
- Улаз у палату
- Један од отворених прозора
- Преостали зазидани прозор